# Andries de Witt
Andries de Witt (* 16. Juni 1573 in Dordrecht; † 26. November 1637 (?)) war amtierender Landesadvokat/Ratspensionär von Holland. Er gehörte zum alten Dordrechter Patriziergeschlecht De Witt.

## Privates
Andries de Witt war der älteste Sohn von Cornelis Fransz. de Witt (1545–1622), einem der mächtigsten Regenten in Dordrechts Geschichte, aus dessen Ehe mit Johanna Heymans. Dieser war unter anderem vielmaliger regierender Bürgermeister seiner Heimatstadt. Sein jüngerer Bruder Jacob de Witt, dessen Söhne Cornelis de Witt und vor allem Johan de Witt gehören zu den bedeutendsten Personen der holländischen Geschichte im Goldenen Zeitalter (niederl.: de gouden eeuw).
1604 heiratete er Elisabeth van den Honert, beide hatten zehn, nach anderen Quellen zwei gemeinsame Kinder.

## Karriere
De Witt studierte die Rechte an der Universiteit Leiden, bereiste mehrere Jahre Deutschland, die Schweiz, Frankreich und England, und bekleidete dann verschiedene Ämter in Dordrecht, schließlich den des Pensionärs.
In der Auseinandersetzung des Statthalters Moritz von Oranien mit Landesadvokat Johan van Oldenbarnevelt stand er auf Moritz’ Seite. Nach der Verhaftung des (ein Jahr später hingerichteten) Oldenbarnevelt im Jahre 1618 führte er die Geschäfte dieses (nach dem Statthalter) de facto höchsten Amts der Republik der Sieben Vereinigten Provinzen vertretungsweise, bis 1621 Anthonie Duyck zum Nachfolger Oldenbarnevelts gewählt wurde, allerdings mit eingeschränkten Rechten und dem neuen Titel des Ratspensionärs von Holland.
In diesem Amt agierte De Witt ohne Eigeninitiative, ohne eigenen Einfluss weder auf innere, noch auf äußere Geschäfte. Er beschränkte sich auf die Ausführung ihm erteilter Aufträge.
Von 1620 bis zu seinem Tode war De Witt Rat im holländischen Gerichtshof.